# Solenopsis targuia
Solenopsis targuia é uma espécie de formiga do gênero Solenopsis, pertencente à subfamília Myrmicinae.